# 1125 dans les croisades
Cette page regroupe les évènements concernant les Croisades qui sont survenus en 1125 : 
- 9 mai : Boursouqî, atabeg de Mossoul, s'empare de Kafartaj, dans la principauté d'Antioche[1].
- 22 mai : Boursouqî, atabeg de Mossoul, met le siège devant Azâz[1].
- 13 juin : Bataille d'Azâz : Baudouin II de Jérusalem et Josselin Ier d'Edesse repoussent Boursouqî, atabeg de Mossoul, et Toghtekîn, atabeg de Damas[2].
- été : le cadi Ibn al-Khashshâb est assassiné[3].